# میر علی هروی
میر علی سادات حسینی هروی (ح. ۸۸۰ – ۹۵۱ ه.ق.) معروف به میر علی هروی و میرجان و ملقب به کاتب سلطانی خوشنویس دری‌زبان، از سرآمدان نستعلیق‌نویسی و از خوشنویسان بزرگ قرن دهم هجری بود. خط او از نظر رعایت اصول، استحکام و همواری، صفا و شأن، تا زمان خود بی‌همتا بوده و شاید پس از او جز میرعماد حسنی قزوینی کسی یارای برابری با او نداشته باشد. خط او حتی بر خط سلطان‌علی مشهدی برتری دارد. او بر روی خوشنویسان پس از خود تأثیر بسزایی گذاشته است.

## زندگی

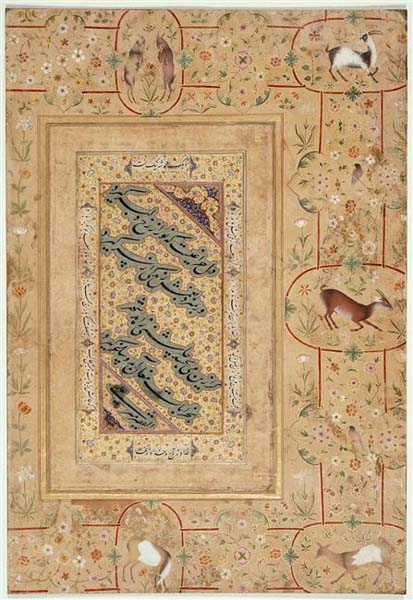
نمونه‌ای از خط نستعلیق میرعلی هروی

میر علی هروی پسر میر محمد باقر ذوالکمالین از خوشنویسان شهیر عصر گورکانی بود. ابتدا در هرات به کسب علوم و فضائل پرداخت و در خدمت پدرش که جامع معقول و منقول بود در اغلب رشته‌های ادبی اطلاعاتی کسب نمود. آن‌گاه به تعلیم و تعلم خط پرداخت تا جایی که از هنرمندان هم‌عصر خود گوی سبقت را ربود.
ملا میر علی هروی زندگی متلاطمی داشت و در دوران پرآشوبی می‌زیست. او از سادات حسینی و از اهالی هرات بود. به علت اقامت طولانی در مشهد گاهی او را مشهدی هم خوانده‌اند. خانوادهٔ او در ۹۱۱ ه.ق. (۱۵۰۶ م.) به مشهد کوچ کردند ولی به‌زودی به هرات بازگشتند و در همان‌جا ماندگار شدند.
او شاگرد زین‌الدین محمود از شاگردان بی‌واسطه سلطان‌علی مشهدی بود ولی معلوم نیست که خود او هم نزد سلطان‌علی مشهدی مشق کرده باشد. اما آنچه مسلم است این که خط او از هر دو استاد پیشی گرفت و شاگردان زیادی تربیت کرد.
میرعلی در جوانی در دارالانشاء حکام هرات به کتابت احکام مشغول بود. پس از آن به دربار سلطان حسین میرزا بایقرا راه یافت و از مقربان دربار این پادشاه هنرپرور شد و لقب سلطانی و کاتب السلطانی را از او دریافت کرد. چنان‌که او برخی از آثارش را با امضاء «میرعلی الکاتب السلطانی» رقم زده است. او تا ۹۱۱ یعنی زمان درگذشت سلطان حسین بایقرا در هرات بود و پس از آن گاهی در مشهد و گاهی در هرات به سر می‌برد. تا ۹۱۹ شاه اسماعیل اول صفوی هرات را فتح کرد و میر علی تحت حمایت کریم الدین حبیب‌الله ساوجی درآمد. پس از کشته شدن حبیب‌الله، در زمانی که سام میرزا صفوی از طرف برادرش شاه تهماسب فرمانروای خراسان بود و و پیشکارش حسن خان شاملو بود، میرعلی سه سال در هرات بود. تا اینکه در ۹۳۵ عبیدالله یا عبیدخان ازبک برادرزاده محمد خان شیبانی مؤسس سلسله ازبکیه، این شهر را برای مدت کوتاهی تسخیر کرد و میرعلی هروی را با خود به مقر خود بخارا برد و میر علی را به معلمی عبدالعزیز خان فرزند خود گماشت و به کار کتابت مشغول کرد. او نزدیک به ۱۶ سال در بخارا بود و نتوانست از آنجا خارج شود و با افسردگی روزگار می‌گذرانید تا در همان شهر درگذشت. گویا تا سدهٔ گذشته نیز سنگ مزار او در بخارا هنوز قابل رؤیت بوده است. میرعلی هروی تا هنگام مرگش در حدود ۹۵۱ ه.ق. (۱۵۴۴ م.) در این شهر کار می‌کرده است.
میر علی که مردی درویش‌مسلک و آزاده بود از دوری خانواده و وطن و مهاجرت اجباری به بخارا دلگیر و افسرده بود و این شعر که از اوست و چندین بار آن را با تفاوت‌های اندکی نوشته‌است گویای درد دل و روح پر آلام اوست:
| عمری از مشق دوتا بود قدم همچون چنگ |  | تا خط من بیچاره بدین قانون شد      |
| طالب من همه شاهان جهانند ولی       |  | در بخارا جگر از بهر معیشت خون شد   |
| سوخت از غصه درونم چکنم چون سازم    |  | که مرا نیست از این شهر ره بیرون شد |
| این بلا برسرم از حسن خط آمد امروز  |  | وه که خط سلسلهٔ پای من مجنون شد     |

## شاگردان
هفت تن را از شاگردان مهم میرعلی هروی ذکر کرده‌اند:
- میر محمد باقر فرزند میرعلی، خطاط دربار عبدالرحیم خان‌خانان و همایون شاه و اکبرشاه از امپراتوران گورکانی هند
- خواجه محمود شهابی که مدتی کلانتر هرات بود و به بخارا و بلخ مهاجرت کرد.
- میرسیداحمد مشهدی کاتب و ملازم شاه‌تهماسب
- میرحسین بخارایی یا میرحسین کلنگی بخاری
- مالک دیلمی استاد میرعماد
- میرحیدر بخارایی یا میرحیدر حسینی تبریزی
- میرچَلَمه یا اسکندر چلمه بخاری، که گفته می‌شود وقتی ترقی کرد و میرعلی به وی اجازه داد که در قطعاتش عنوان «کتبه میرعلی» را رقم کند، میرچلمه به استاد پرخاش کرد و میرعلی آزرده شد و وی را نفرین کرد و چلمه پس از اندک زمانی نابینا شد.

## آثار
از میر علی هروی آثار متعددی به‌صورت کتاب و رساله و قطعات مختلف باقی مانده که در موزه‌های مهم ایران و سایر کشورها و مجموعه‌های شخصی نگهداری می‌شود. از جمله او در ۹۲۵ ه.ق. (۱۵۱۹ م.) یعنی هنگامی که در هرات می‌زیسته نسخه‌ای از بوستان را نوشته که اکنون در موزه اسلامی و ترکی در استانبول نگهداری می‌شود.
میر علی هروی در شعر و معما نیز دست داشت و به ترکی و فارسی شعر می‌سرود. همچنین نثر او عالی است و او را ازجمله منشیان دانسته‌اند. از آثار منثور او رساله مدادالخطوط را می‌توان نام برد.